# 고간원지
고간원지(叩諫院址)는 대한민국 충청남도 공주시 유구읍 추계리에 있는, 고려 중기의 문신 문극겸(1122∼1189) 선생을 모신 사당이다. 1984년 7월 26일 충청남도의 기념물 제51호로 지정되었다.

## 개요
고려 중기의 문신 문극겸(1122∼1189) 선생을 모신 사당이다.
문극겸은 고려 의종(재위 1146∼1170) 때 문과에 급제한 후 여러 관직을 두루 역임하다가 의종 24년(1170) 정중부의 난 때 죽음을 당할뻔 했으나 전에 내시 백선연의 비행을 탄핵한 덕분으로 화를 면하였다. 이후 명종(1170∼1197)이 왕에 오르자 이의방의 추천으로 높은 관직에 올라 많은 문신들을 어려움에서 구하였다. 무신 정권기에 문신으로 장군직을 겸임하여 문무를 겸하는 시초가 되었으며 글씨에도 매우 뛰어났다.
조선 전기에 지어진 것으로 보이는 이 사당의 구조는 앞면 3칸·옆면 1칸으로 지붕의 옆면이 사람 인(人)자 모양을 한 맞배기와집이다

## 같이 보기
- 문극겸

## 참고 자료
- 고간원지 - 국가유산청 국가유산포털